# II. Mendo portugál gróf
II. Mendo (Mendo Gonçalves, spanyol forrásokban Menendo Gonzalez, 965 – 1008. október 1.) portugál grófot egyes történészek I. Mendóként tartják nyilván, mivel a mi rendszerünkben I. Mendóként nyilvántartott és apja után ugyancsak  Mendo Gonçalvesnek nevezett gróf nem Portucale, hanem Guimarães grófjának címét viselte.

## Származása, családja
II. Mendo volt a Vímara-ház 6. (a leány örökösök férjeit nem számítva: 4.) grófja (999–1008). Apja Gonçalo Mendes  csaknem fél évszázadig (950–999) viselte a címet, így II. Mendo már érett férfiként követte őt a grófság élén. Anyja Ilduara Paes Betotes, Paio Gonçalves dezai gróf és Ermesinda Guterres De Coimbra coimbrai grófnő lánya volt.
Házasságával is e két grófi családhoz fűződő kapcsolatát erősítette, amikor 995-ben Toda Mumadona (Tutadona Mayon, Tutadona Moniz, 955?–1022) coimbrai grófkisasszonyt (Munio Froilaz de Coimbra gróf és Elvira Paes de Deza grófnő lányát) vette feleségül. Név szerint hat fiát és három lányát ismerjük:
- Rodrigo Mendes[1]
- Gonzalo Mendes (bizonyítottan 983–1008); apja haláláig őt is grófnak nevezték;[2]
- Pelayo Mendes, 1012–14 között a király fegyverhordozója[3][4]
- Ramiro Mendes (bizonyítottan 1005–15,[5] 1015-ben a király fegyverhordozója[6]
- Pelayo Mendes, 1012–14 között a király fegyverhordozója[3]
- Egas Mendes (bizonyítottan 1007–14)[5]
- Munio Mendes (bizonyítottan 1007–14)[5]
- Elvira Mendes (995 – 1022. december 2.), V. Alfonz leóni király felesége, III. Bermudo leóni király anyja;
- Ilduara Mendes, aki apjának utóda,Alvito Nunes halála (1015) után 1017-től I. Nuño portugál gróf (* ? † 1028) feleségeként kormányozta a grófságot.
- Ildoncia Mendes (Eldonza Menéndez, bizonyítottan 1014)[5]

## Uralkodása
II. (Köszvényes) Bermudo halála (999) után Alfonz nagykorúvá válásáig Galicia hercegeként V. Alfonz leóni király egyik gyámja volt (a király édesanyja, a régens mellett). Feljegyezték, hogy gondoskodott a király alapos neveléséről, majd hozzáadta lányát, Elvirát.
A Galiciában portyázó vikingekkel vívott harcban esett el. Halála után egy rövid átmeneti időszakban felesége, Toda Mumadona kormányozta a grófságot.